# Jan-Erik Emretsson
Jan-Erik Emretsson, född 8 november 1946 i Särna, Dalarna, är en svensk skådespelare.

## Biografi
Han utexeminerades från Statens scenskola i Malmö 1973.
Emretsson har spelat mindre roller i tre av SVT:s julkalendrar genom åren. I Rulle på Rullseröd från 1974 spelade han brevbärare och i En decemberdröm från 2005 spelade han vaktchef och i Skägget i brevlådan från 2008 spelade han en tomtebedragare vid namn Bertil.
Emretsson var gift med skådespelaren och regissören Eva Persson till hennes död 2016.

## Filmografi
- 1974 – Rulle på Rullseröd (TV-serie)
- 1984 – Träpatronerna (TV-serie)
- 1985 – Smugglarkungen
- 1988 – Enligt beslut
- 1988 – Se mig
- 1988 – Sputnik
- 1991 – Facklorna
- 1993 – Polisen och domarmordet (TV-serie)
- 1994 – År av drömmar (TV-serie)
- 1995 – Hem till byn (TV-serie)
- 1995 – Tre kronor (TV-serie)
- 1995 – Happy Hour
- 1998 – Rena rama Rolf (TV-serie)
- 1998 – Vita lögner (TV-serie)
- 1999 – Noll tolerans
- 1999 – De utbytbara
- 2000 – Sjätte dagen (TV-serie)
- 2001 – Confession – en doft av sanning
- 2001 – Fru Marianne (TV-serie)
- 2001 – Kommissarie Winter (TV-serie)
- 2002 – Beck – Annonsmannen
- 2003 – Miffo
- 2004 – Fyra nyanser av brunt
- 2005 – Rensa fisk
- 2005 – Rubinbröllop
- 2005 – Min sista vilja
- 2005 – Steget efter
- 2005 – En decemberdröm (TV-serie)
- 2006 – Van Veeteren – Fallet G
- 2007 – Gynekologen i Askim (TV-serie)
- 2008 – Skägget i brevlådan (TV-serie)
- 2009 – Wallander – Kuriren
- 2009 – Johan Falk – De fredlösa
- 2011 – Stojka!
- 2011 – Simon och ekarna
- 2011 – Arne Dahl: Misterioso

## Teater

### Roller
| År   | Roll | Produktion                        | Regi         | Teater          |
| ---- | ---- | --------------------------------- | ------------ | --------------- |
| 1991 |      | Den perfekta kyssen Staffan Göthe | Åsa Melldahl | Angereds teater |